# Nikolái Podvoiski
Nikolái Ilich Podvoiski (del ruso: Николай Ильич Подвойский) (4 de febrerojul./ 16 de febrero de 1880greg. - 28 de julio de 1948), revolucionario ruso. Desempeñó un papel destacado en la Revolución de Octubre y escribió numerosos artículos para el periódico soviético Krásnaya Gazeta (Gaceta Roja). Redactó asimismo una historia de la revolución bolchevique en la que logró describir la evolución de la misma sin mencionar ni a Trotski ni a Stalin.

## Orígenes
Nacido en Kunochevsk en la provincia de Chernígov, su padre era un maestro convertido en sacerdote. Siguiendo sus pasos, ingresó en diversos seminarios a comienzos del siglo XX. Expulsado por actividades revolucionarias, ingresó en la facultad de derecho de Iaroslavl, donde se afilió la fracción bolchevique del Partido Obrero Socialdemócrata de Rusia.
Durante la revolución de 1905, desempeñó un papel destacado organizando a trabajadores ferroviarios; herido en una manifestación, marchó a Alemania y Suiza para tratarse. Regresado a Rusia en 1906, trabajó en una editorial entre 1907 y 1908. Este último año fue encerrado por actividades revolucionarias y solo se le liberó en 1910 para que pudiese tratarse de una enfermedad. Fue uno de los fundadores en 1913 del diario Pravda. Tras una breve estancia en el Cáucaso, regresó a la capital y a su actividad revolucionaria, que le condujo a un nuevo arresto poco antes del estallido de la Revolución de Febrero de 1917.

## El periodo interrevolucionario y la guerra civil
Liberado tras la revolución, se convirtió en uno de los principales dirigentes bolcheviques de la capital y fue delegado del partido en el Sóviet de Petrogrado. Representante de la corriente izquierdista del partido, rechazó apoyar al Gobierno provisional incluso antes del regreso de Lenin del exilio y de su presentación de las Tesis de abril. El comité del partido en la capital le nombró miembro de su comisión militar, encargada de formar la Organización Militar del partido, sección dependiente del comité central encargada del adiestramiento militar de la Guardia Roja y de la propaganda entre las tropas de la guarnición de la capital. Era asimismo fundador y editor del diario Soldatskaia Pravda, publicación del partido enfocada en los soldados. Gracias a sus esfuerzos y los de otros miembros de la comisión, a mediados del verano celebró una conferencia con ciento cincuenta delegados de distintas unidades militares.
Miembro del Comité Militar Revolucionario del Soviet de Petrogrado, perteneció a la troika que dirigió el asalto al Palacio de Invierno que acabó con el Gobierno Provisional de Aleksandr Kérenski.

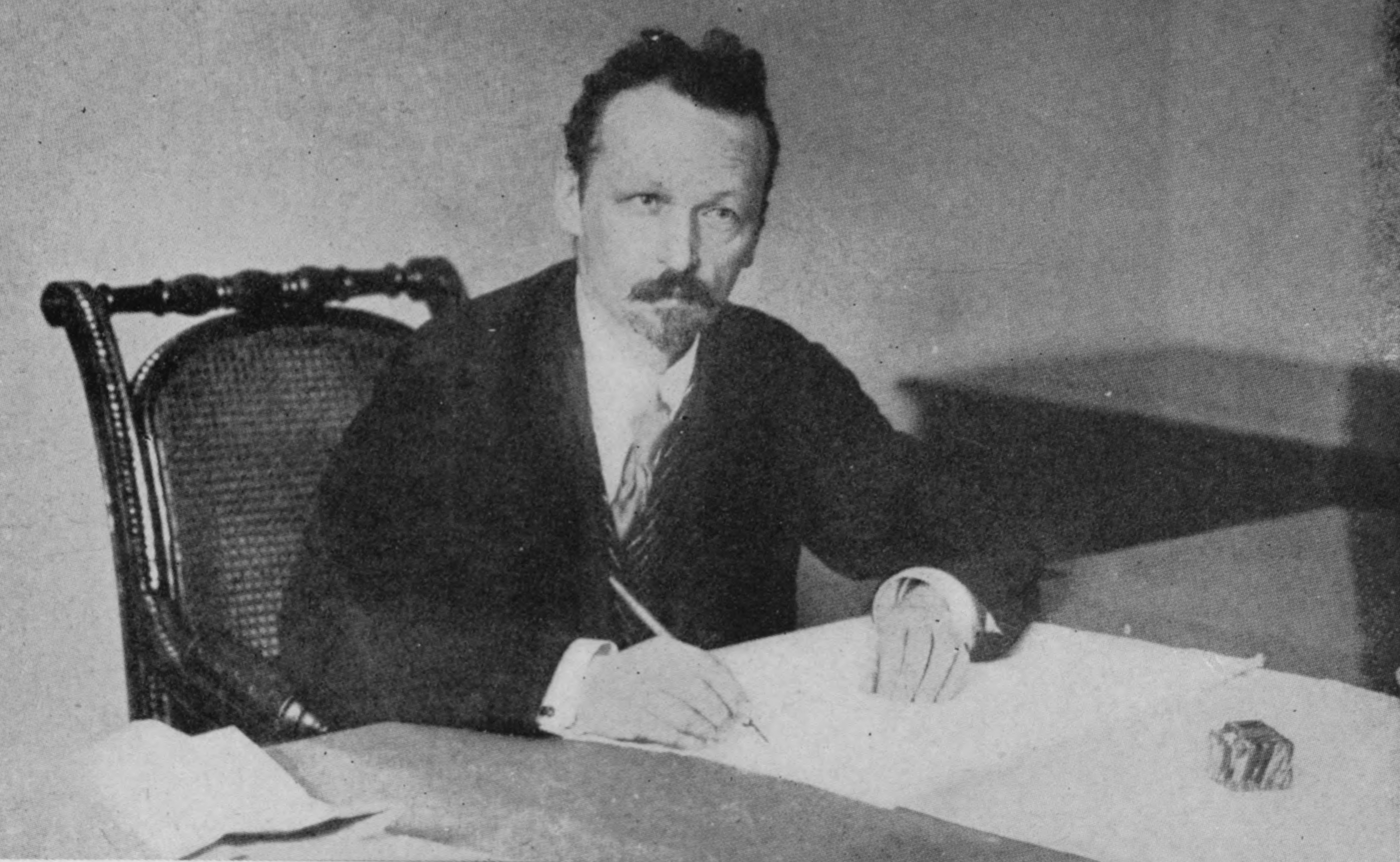
Podvoiski durante la época de la revolución.

Encargó más tarde a Serguéi Eisenstein el rodaje de la película que reflejaba el acontecimiento.
Fue el primer comisario del pueblo de Defensa tras la Revolución de Octubre y desempeñó el cargo hasta marzo de 1918. Pertenecía asimismo al Consejo Militar Supremo. Como comisario de Defensa se opuso a la formación de un consejo consultivo formado por antiguos oficiales zaristas que debían asesorar al nuevo Ejército Rojo como defendía Trotski, que acabó relevándole. A comienzos de 1918 pasó a mandar el distrito militar de Petrogrado y a presidir la junta nacional para la organización del Ejército rojo. En el otoño, pasó al Consejo Militar Revolucionario del Ejército Rojo y se le nombró inspector general del Ejército. En 1919 se le nombró comisario militar para Ucrania pero en el verano se le relevó del puesto a petición del propio Lenin. Pasó el resto de la guerra civil en diversos cargos relacionados con el entrenamiento militar.
Más dotado para la insurrección que para las operaciones militares tradicionales, sirvió en los distintos cargos militares con escasa distinción.
Desde finales de la década de 1920 hasta su jubilación en 1935, trabajó en el Instituto Marx-Engels-Lenin.